# Stadio Druso
Lo stadio Druso (anche noto come campo sportivo Druso, in ted. Drusus-Stadion o Drusus-Sportplatz) è uno stadio calcistico di Bolzano.
Maggiore arena scoperta dell'Alto Adige, sorge all'interno del complesso polisportivo del lido di Bolzano, nel quartiere di Gries-San Quirino, presso la confluenza tra il torrente Talvera e il fiume Isarco.
Per circa ottant'anni ha accolto le partite interne del Bolzano, storicamente il principale club cittadino; dal 2000 vi gioca altresì il Südtirol, che si è progressivamente imposto quale maggiore usufruttuario, rendendo possibile coi propri successi sportivi l'ammodernamento strutturale. Dopo il 2015, la fusione del Bolzano (ormai da tempo in crisi di risultati) con la Virtus Don Bosco ha dato luogo alla Virtus Bolzano, che ha a sua volta giocato una parte delle proprie gare interne al "Druso", salvo poi lasciarlo per trasferirsi al campo sportivo Righi, ai piedi del Guncina.
Da ultimo, l'impianto è sede di determinate partite di altre squadre dilettantistiche provinciali, quale ad esempio la finale zonale di Coppa Italia Dilettanti.
È intitolato a Nerone Claudio Druso (meglio noto come Druso maggiore, fratello minore di Tiberio e padre di Claudio, entrambi divenuti imperatori romani), il quale durante le guerre Retico-Germaniche (attorno al 15 a.C.) fece costruire il primo ponte sopra il fiume Isarco, il Pons Drusi, presso l'area ove poi sorse la città di Bolzano.

## Storia

### L'impianto originario

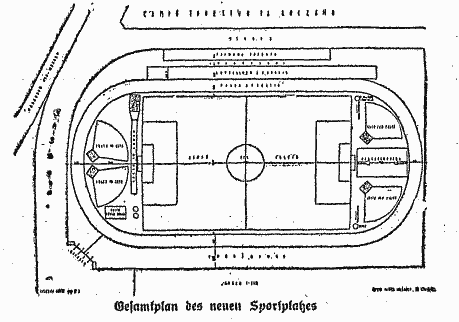
Progetto dello stadio, dal giornale Alpenzeitung del 10 ottobre 1929.

Tra la fine degli anni 1920 e l'inizio degli anni 1930 le trasformazioni urbanistiche di Bolzano volute dal regime fascista si concentrarono anche sull'edilizia sportiva: venne individuata allo scopo un'area del quartiere di San Quirino alle pendici del Virgolo, presso la foce del Talvera, ove gli architetti Ettore Sottsass padre e Willy Weyhenmeyer progettarono il Lido, stabilimento balneare sia a uso agonistico che ricreativo, dotato di tre piscine per nuoto e tuffi, sia coperte che scoperte. 
Il piano regolatore che disciplinava le opere includeva anche la realizzazione di uno stadio polifunzionale, da adibire essenzialmente a calcio, atletica leggera e varie manifestazioni ginniche: la progettazione fu affidata all'architetto Angelo Rossi. I lavori procedettero speditamente e nel 1930 il "campo sportivo Druso" venne inaugurato; l'intitolazione s'inscriveva nella propaganda italianizzatrice del fascismo, che dipingeva il condottiero Nerone Claudio Druso quale autentico "padre fondatore" della città di Bolzano (che in quanto "romana" era pertanto da considerarsi genuinamente italiana) e vincitore del "nemico tedesco".

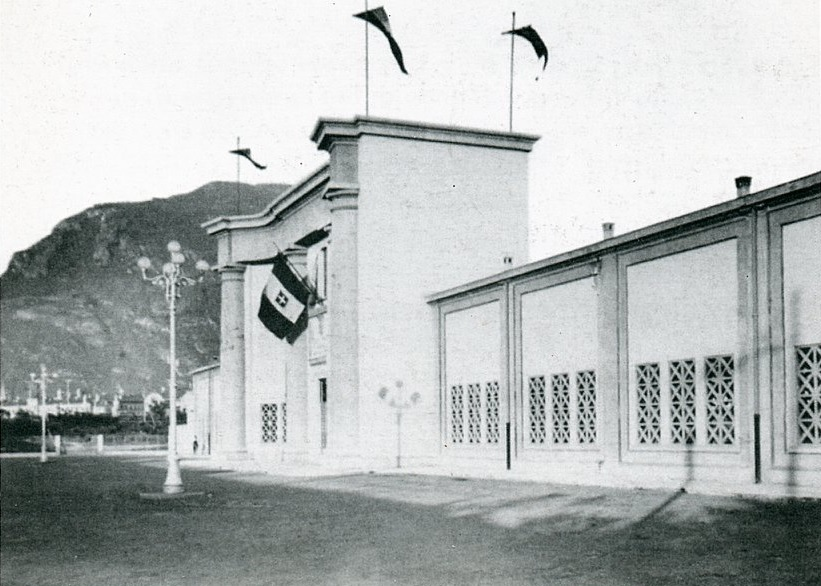
La facciata della tribuna poco dopo l'inaugurazione.

Ne risultò una struttura a pianta ellittica: attorno al campo da gioco fu ricavata la pista d'atletica e sul lato occidentale (dietro il quale, fino al 1980, correva il sedime della linea ferroviaria per Merano e per Caldaro) sorse la tribuna principale, in uno stile che fondeva razionalismo e monumentalismo. Essa era integralmente costruita in calcestruzzo: la facciata presentava un corpo centrale a due piani, dal profilo concavo e scandito da quattro sobrie semicolonne, tra le quali si aprivano al secondo piano tre finestre arcuate, al pianterreno il portone d'ingresso e sei finestre (tre a destra e tre a sinistra) protette da "false inferriate" in cemento; queste ultime erano altresì ripetute per nove volte lungo le due ali laterali della tribuna, sensibilmente più basse e scandite ciascuna da tre "riquadri" in muratura. Visto dal campo, lo spalto aveva un aspetto piuttosto compatto, con la gradinata sviluppata su cinque livelli e sopraelevata di circa 2,60 m sul livello del suolo: la tettoia era retta da quattordici montanti frontali, più ravvicinati nella sezione centrale, sopra la quale si protendeva una struttura che "proseguiva" verso il campo il corpo centrale della facciata, con otto finestrelle ad arco. Sul lato verso l'Isarco fu invece costruito un terrapieno, su cui venne realizzata una bassa gradinata scoperta. A completare le dotazioni, venne ricavato un campo accessorio d'allenamento (il cosiddetto Drusetto) sul lato nord.

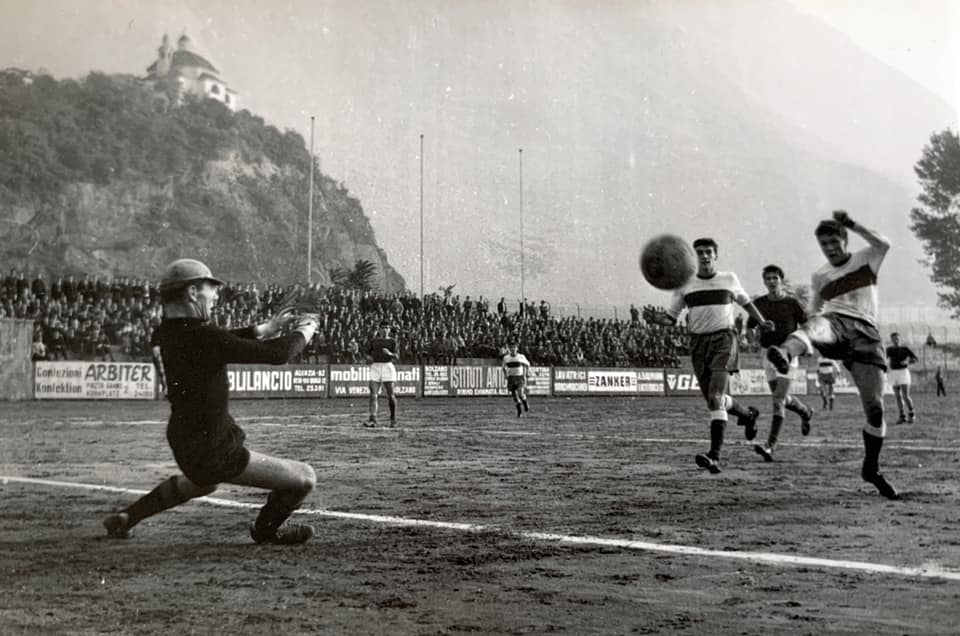
Partita allo stadio Druso nei tardi anni 1950: sullo sfondo la vecchia tribuna "Isarco" (dal nome del fiume retrostante) priva di copertura.

A seguito dell'armistizio dell'8 settembre 1943 e della susseguente invasione dell'Alto Adige da parte delle truppe della Germania nazista, lo stadio venne requisito come campo di concentramento dei prigionieri, perlopiù militari italiani, da avviare all'internamento nei Lager del Terzo Reich; venne infine restituito all'uso sportivo solo nel secondo dopoguerra.
Per un trentennio la struttura rimase inalterata: un primo ampliamento si ebbe a fine anni 1960, con la riedificazione della tribuna "Isarco" su progetto di Michele Lettieri, che si ispirò alla struttura dell'ippodromo della Zarzuela di Madrid (progettato nel 1930 da Carlos Arniches Moltó e Martín Domínguez Esteban), dotandola di una peculiare copertura ad archetti di cemento armato. 
In alcune circostanze, segnatamente laddove il Bolzano giocò tra i professionisti, alle tribune stabili ne vennero aggiunte altre prefabbricate in tubolari metallici, onde incrementare la capienza: esse vennero poi smontate allorché le sorti calcistiche cittadine declinarono. Non furono inoltre rari i casi in cui il pubblico seguì le partite anche al di fuori delle gradinate, stando in piedi lungo la recinzione esterna dell'impianto.

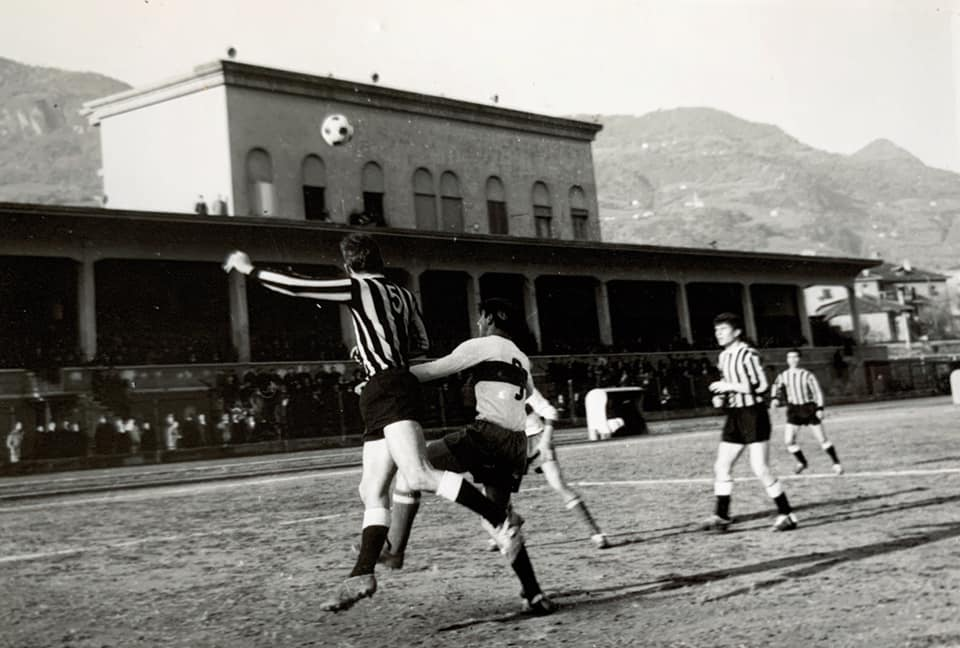
Partita allo stadio Druso nei tardi anni 1950: sullo sfondo la tribuna centrale "Trieste" (dal nome della via retrostante) nelle sue fattezze originarie.

Complice il basso livello in cui il calcio altoatesino era sprofondato sul finire del XX secolo (con le squadre locali militanti nelle leghe dilettantistiche e incapaci di rilanciarsi), lo stadio fu oggetto di scarsa manutenzione e fu preda dell'obsolescenza e del degrado: nei primi anni 1990 il Comune di Bolzano dovette finanche chiudere al pubblico per qualche tempo la tribuna principale per motivi di sicurezza, lasciando aperta la sola tribuna "Isarco".

### Primi interventi
Nel 2000, allorché il FC Südtirol conquistò la promozione in Serie C2 e scelse di trasferirsi da Bressanone (città priva di campi omologati per il professionismo) a Bolzano, lo stadio fu ulteriormente risanato nelle sue criticità maggiori: tutti i posti vennero numerati e la capienza fu stabilizzata a circa 3000 sedute. Particolarmente complessa risultò la situazione sulla tribuna centrale "Trieste", che dovette subìre la demolizione della copertura originaria e della "torretta" centrale, sostituite da nuove strutture in prefabbricato, e il riallestimento della gradinata con un diverso andamento degli scalini e l'installazione di seggiolini individuali. Pertanto il settore rimase chiuso al pubblico praticamente per tutto il girone d'andata della stagione 2000-2001 e venne riaperto solo a fine gennaio 2001.
Un anno dopo, in occasione della partita Italia-Germania under-18 del 14 febbraio 2002, le due tribune ricevettero delle nuove intitolazioni: la centrale alla memoria di Christian Zanvettor, giocatore bolzanino scomparso in un incidente stradale il 2 novembre 1999 mentre militava nella Vis Pesaro, la laterale ad Albano Canazza, calciatore italo-brasiliano già bandiera del Bolzano e con 5 presenze in Serie A col Como, morto di SLA nel 2000. 
Nel 2007 la concessione di gestione dello stadio venne rinnovata al Bolzano, che però nel 2011 citò in giudizio l'amministrazione comunale accusandola di non aver ottemperato ai propri oneri per le spese di manutenzione; ne scaturì un contenzioso legale, che si concluse senza condanne, ma con una reprimenda al Comune da parte dell'autorità giudiziaria, che contestò in particolare la scelta di deliberare i fondi in favore del gestore non come corrispettivo per una prestazione di servizio, ma come contributo, allo scopo di eludere le tasse di registro e l'IVA.

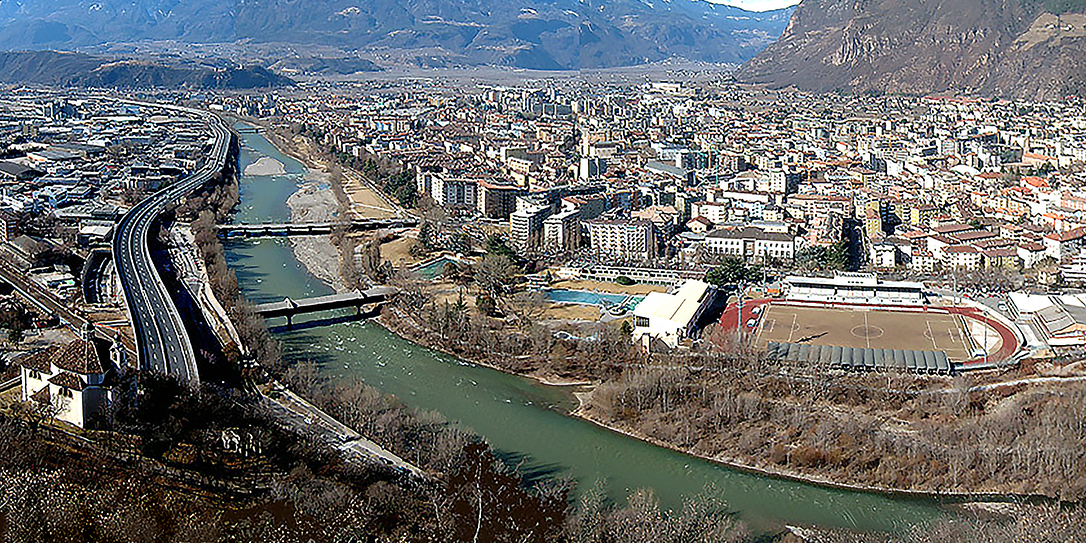
Panorama di Bolzano dal Virgolo (2009); lo stadio Druso, nelle sue fattezze successive ai lavori degli anni '90, è ben visibile sulla destra.

Il livello delle strutture rimase comunque ai limiti per gli standard del calcio professionistico italiano: la situazione dello stadio fu quindi "sanata" con apposite deroghe ai regolamenti infrastrutturali. Nel 2012 la Lega Italiana Calcio Professionistico rese noto di non essere più intenzionata a prorogare tali eccezioni, facendo rischiare al Südtirol (rimasto teoricamente privo di un campo interno omologato) l'esclusione dal campionato di Prima Divisione.
In tale frangente le istituzioni locali iniziarono a studiare il progetto di una più completa opera di ristrutturazione dello stadio, comprendente un aumento della capienza degli spalti, il consolidamento e l'ammodernamento delle strutture, il miglioramento dell'accessibilità (con realizzazione di zone per il prefiltraggio dei tifosi) e la rimozione della pista di atletica onde ravvicinare le tribune al rettangolo di gioco. Successivamente la Lega Pro ammorbidì la propria posizione e dispose un ulteriore prolungamento della deroga, evitando al Südtirol il trasloco in un altro impianto; ciò però fece nuovamente arenare l'iter verso la ristrutturazione, nei confronti della quale le istituzioni rimasero piuttosto "tiepide". Particolari perplessità erano suscitate dalla difficoltà che il Südtirol aveva nell'attrarre volumi significativi di pubblico: per anni non furono infatti rari i casi nei quali gli spalti, in occasione delle gare interne, rimasero semivuoti.
La questione stadio tornò d'attualità il 19 febbraio 2013, allorché il comune di Bolzano approvò il bando per la progettazione dei lavori di ristrutturazione ed adeguamento dello stadio, che fu poi reso pubblico il 23 giugno successivo.

### Ricostruzione
Dopo tre anni di impasse (nel corso dei quali il Südtirol aveva finanche valutato la possibilità di costruirsi un proprio stadio in un altro comune, segnatamente Laives, il cui sindaco nel 2012 aveva consegnato alla giunta provinciale un piano finanziario di massima), nel 2016 l'amministrazione comunale riprende la piena gestione dell'impianto, essendo cessata la concessione accordata anni prima a Franco Murano, ultimo patron del Bolzano. Di lì a poco viene infine selezionato il progetto di ristrutturazione, a firma degli studi di architettura Ralf Dejaco, Bergmeister e Von Gerkan-Marg-Partners (quest'ultimo autore, tra l'altro, della ricostruzione dell'aeroporto Tegel di Berlino), d'impronta brutalista e liberamente ispirato a quelli dell'Audi-Sportpark di Ingolstadt e del Tivoli-Neu Stadion di Innsbruck.

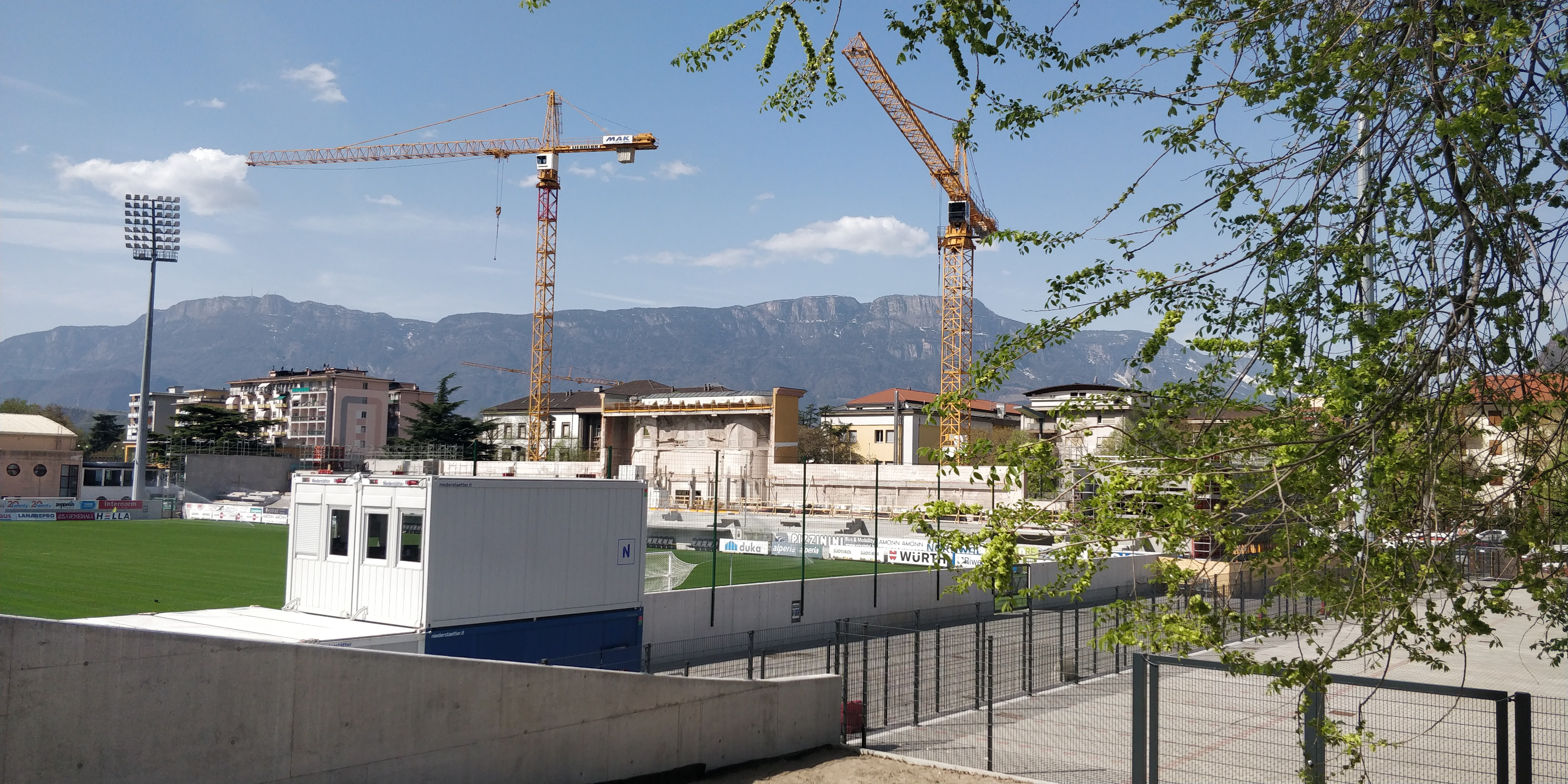
La ricostruenda tribuna "Zanvettor" nel 2021, durante i lavori di ampliamento dello stadio: sono state demolite tutte le strutture interne, mantenendo in piedi la sola facciata.

Esso comporta la trasformazione dell'arena ad uso esclusivamente calcistico, con rimozione della pista di atletica leggera e rifacimento del campo da gioco. Per quanto concerne gli spalti, la facciata esterna della tribuna centrale (sottoposta a tutela dalla Soprintendenza per i Beni culturali e ambientali) viene preservata e inglobata nel nuovo impianto strutturale, mentre vengono totalmente ricostruite le sue gradinate, al fine di ampliarle e avvicinarle ai bordi del prato (il quale viene spostato verso sud-est, ribassato di mezzo metro e dotato di riscaldamento ipogeo); viene invece restaurata e mantenuta nella propria struttura originaria la copertura della tribuna minore sul lato Isarco, con l'aggiunta di due prolungamenti alle estremità e la riconfigurazione della gradinata, portata anch'essa fino a bordo-prato. In tal modo la capienza dell'impianto aumenta a poco oltre 5 500 posti, tutti al coperto, numerati e dotati di seduta indipendente, onde collimare coi requisiti minimi della Serie B e rendere lo stadio agibile anche per eventi internazionali di medio livello, quali amichevoli di top club e partite di nazionali giovanili.

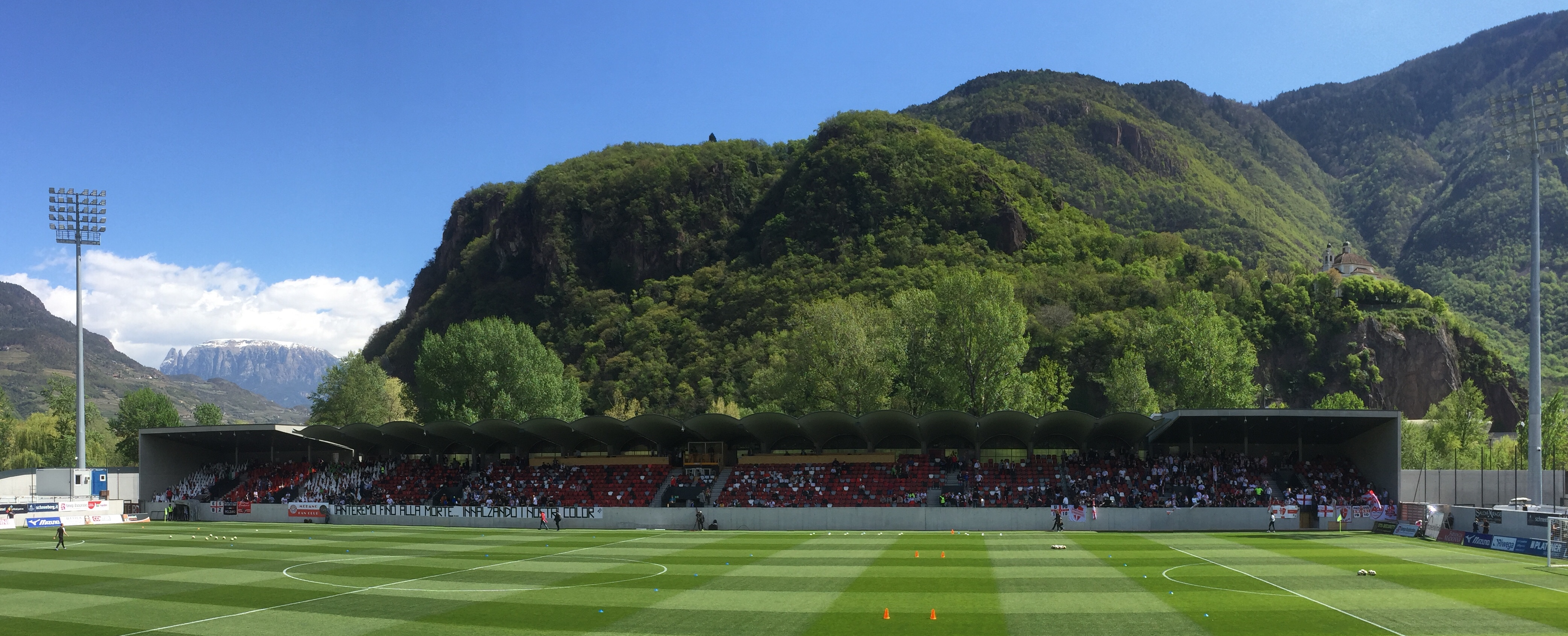
La ricostruita tribuna "Canazza" (2022): si notano la struttura preesistente, con copertura ad archetti, e le aggiunte alle estremità. Alle sue spalle il colle del Virgolo e, di sfondo verso sinistra, lo Sciliar.

Una seconda fase del progetto, di cui è prevista l'attuazione solo in caso di necessità, prevede altresì la chiusura del "catino" con l'edificazione di curve dietro i lati corti del campo, onde vieppiù aumentare la capienza dell'arena a un totale di circa 10 000 posti, pari al minimo omologabile per un'ipotetica stagione d'esordio in Serie A.
Nell'area dello stadio vengono inoltre previsti spazi per l'apertura di servizi e spazi commerciali a beneficio del pubblico, con impianto di negozi ed esercizi di ristorazione, da lasciare inizialmente allo stato grezzo in attesa del passaggio di gestione dell'arena a un privato.
Nell'ottobre 2017 la commissione edilizia comunale approva il progetto sopra esposto; a febbraio 2018 si apre la gara d'appalto per l'affidamento dei lavori, che partono poi l'8 aprile 2019. Al fine di consentire al Südtirol di continuare a giocare in casa, l'intervento viene condotto progressivamente con tecnica "cantiere aperto", che permette di mantenere sempre circa 1600 posti agibili per il pubblico, previa posa di alcune tribune posticce in tubolari metallici, oltre alla riallocazione dei locali tecnici in appositi container. Solo nelle prime giornate della stagione 2020-2021, allorché viene concluso l'intervento sulla tribuna minore e si avvia la ricostruzione della tribuna centrale, la squadra biancorossa si trasferisce momentaneamente allo stadio Lino Turina di Salò. Terminato l'intervento sulla tribuna "Canazza" e posato il nuovo tappeto erboso, da fine ottobre 2020 il Druso riapre all'attività agonistica e, in un secondo momento, anche al pubblico. L'omologazione della tribuna "Zanvettor" (la cui ricostruzione si è conclusa tra fine 2021 e i primi del 2022) ha invece richiesto più tempo per motivi di natura burocratico-amministrativa, nonché per l'esigenza di effettuare i collaudi e ultimare le infrastrutture collaterali: la riapertura avviene il 16 aprile 2022 per la penultima giornata della stagione regolare di Serie C 2021-2022.
Il costo della ristrutturazione si è attestato a complessivi 17,7 milioni di euro, finanziati per due terzi dalla provincia autonoma di Bolzano e per il rimanente dall'amministrazione comunale del capoluogo. L'usufrutto dell'impianto viene concesso al Südtirol a fronte di un canone inizialmente pari al 5% dell'incasso delle singole partite, poi riparametrato a una quota fissa di 12 000 euro per giornata.
Nel dicembre 2022 il Comune di Bolzano avvia una gara europea per l'affidamento della gestione dello stadio a un privato in concessione ventennale per un valore di oltre 40 milioni di euro, con l'onere particolare di completare i lavori edili e allestire l'interno della struttura; la gara va però deserta.

### Problematiche post-ristrutturazione
Con l'esordio del Südtirol in Serie B lo stadio, pur se rispondente ai criteri del campionato cadetto, ha palesato alcune problematiche: anzitutto, complice il buon andamento della squadra di casa, già dal 2022-2023 l'arena ha fatto registrare diverse volte il tutto esaurito, con richieste di biglietti superiori alla disponibilità. Le criticità maggiori hanno però riguardato il settore ospiti, rivelatosi troppo poco capiente a fronte dell'afflusso di tifoserie numerose: i circa 600 posti dedicati ai trasfertisti sono stati spesso venduti nell'arco di pochi minuti, con susseguente decisione da parte delle autorità e del club di destinare loro un ulteriore blocco di sedili (il settore 4B) normalmente dedicato agli spettatori locali; questa scelta ha però comportato problematiche di ordine pubblico, laddove i tifosi ospiti si sono trovati mescolati a quelli di casa, sia all'interno che all'esterno dello stadio, circostanza che ha dato luogo a intemperanze e momenti di tensione reciproca.

## Struttura
L'impianto è proprietà del comune di Bolzano e dispone di un rettangolo di gioco in erba naturale misurante 105 x 63 metri. La capienza totale degli spalti, dopo la ristrutturazione degli anni 2020, è attorno ai 5500 posti a sedere. Questi i settori delle gradinate, ciascuna delle quali è a sua volta divisa in 5 sotto-settori:
- Tribuna Zanvettor (a ovest, già Tribuna Trieste). Costituisce l'ingresso principale dello stadio e ospita al suo interno i principali spogliatoi, uffici, sala stampa, sala giornalisti, negozi, servizi al pubblico e vari altri locali tecnici e di servizio salienti dell’arena; all'ultimo piano, delimitata da lunghe superfici vetrate che si aprono sia verso l'interno che verso l'esterno dello stadio, vi è la cosiddetta "area business", con ristorante, sale polivalenti e 10 "sky box" per gli spettatori di maggior riguardo[52]. La gradinata accoglie la tribuna VIP, il settore riservato a giornalisti, cineoperatori e radiotelecronisti[38]. Dopo un primo maquillage negli anni 1990, nel 2020 è stata completamente demolita e ricostruita con capacità maggiorata (circa 2700 posti[2]), fatta salva la facciata originaria in stile razional-monumentalista, che viene inglobata nella nuova struttura in cemento armato[16].
- Tribuna Canazza (a est, già Tribuna Isarco), originariamente una semplice gradinata scoperta, venne ricostruita attorno al 1970 su progetto di Michele Lettieri, che la dotò di una peculiare copertura ad archetti in cemento armato. È in parte dedicata alle tifoserie ospiti (alle quali sono riservati 625 posti), più qualche ulteriore postazione per la stampa. La ristrutturazione del 2020 ha preservato la copertura, rivedendo però l'impostazione delle gradinate, nonché aggiungendovi due prolungamenti alle estremità, la cui tettoia squadrata va a uniformare i profili dello spalto a quelli della tribuna Zanvettor. Concluso tale intervento, la "Canazza" dispone di circa 2800 sedute individuali[34][2]. Al suo interno vi sono ulteriori spogliatoi e locali tecnici[38], così da permettere di poter fruire dell'impianto anche senza bisogno di aprire la tribuna maggiore[16].

Il livello più basso degli spalti è sopraelevato rispetto al terreno di gioco tramite muri alti poco più di 2 m, per garantire buona visibilità in tutti i settori; nondimeno tale scelta costruttiva rende non necessaria la presenza di una recinzione attorno al rettangolo erboso.
Il campo è illuminato da quattro torri-faro angolari poste all'esterno del recinto in corrispondenza degli angoli del rettangolo verde; a seguito della ristrutturazione del 2020, i riflettori sono stati sostituiti da impianti LED.
Un terzo spalto dello stadio fu altresì la Curva Lido, esistita tra il 2019 e il 2020; eretta in prefabbricato metallico sopra la demolenda pista d'atletica lungo il lato sud del campo (normalmente privo di gradinate), aveva lo scopo di sopperire ai settori delle tribune chiusi al pubblico nel corso dei lavori di ricostruzione dello stadio.
Lo stadio è delimitato sui lati corti da due strutture sportive indoor: a sud la piscina coperta "Karl Dibiasi", a nord il palazzetto multisport "Paola Mazzali".

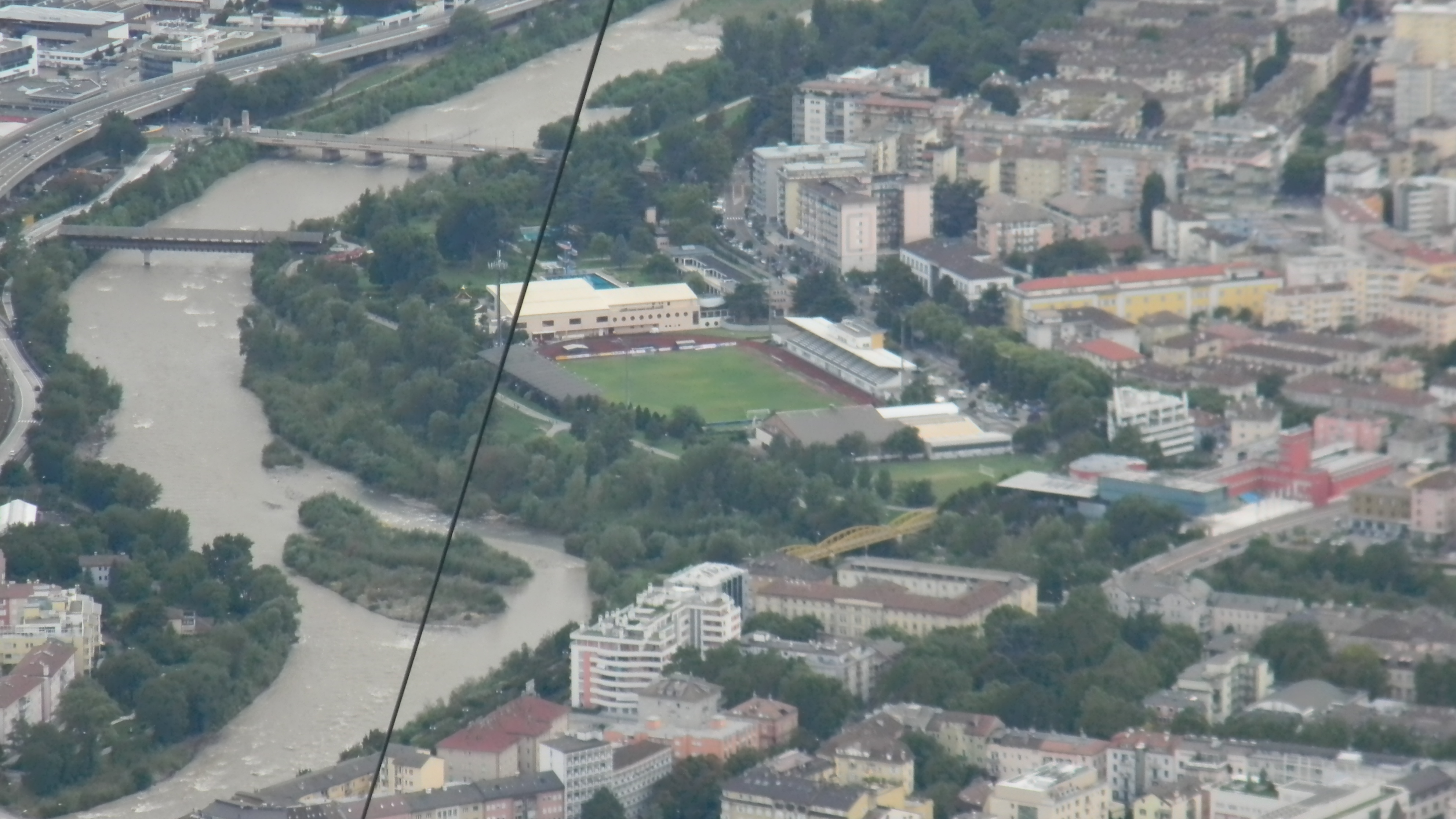
Vista sullo stadio dalla funivia del Renon (2013)
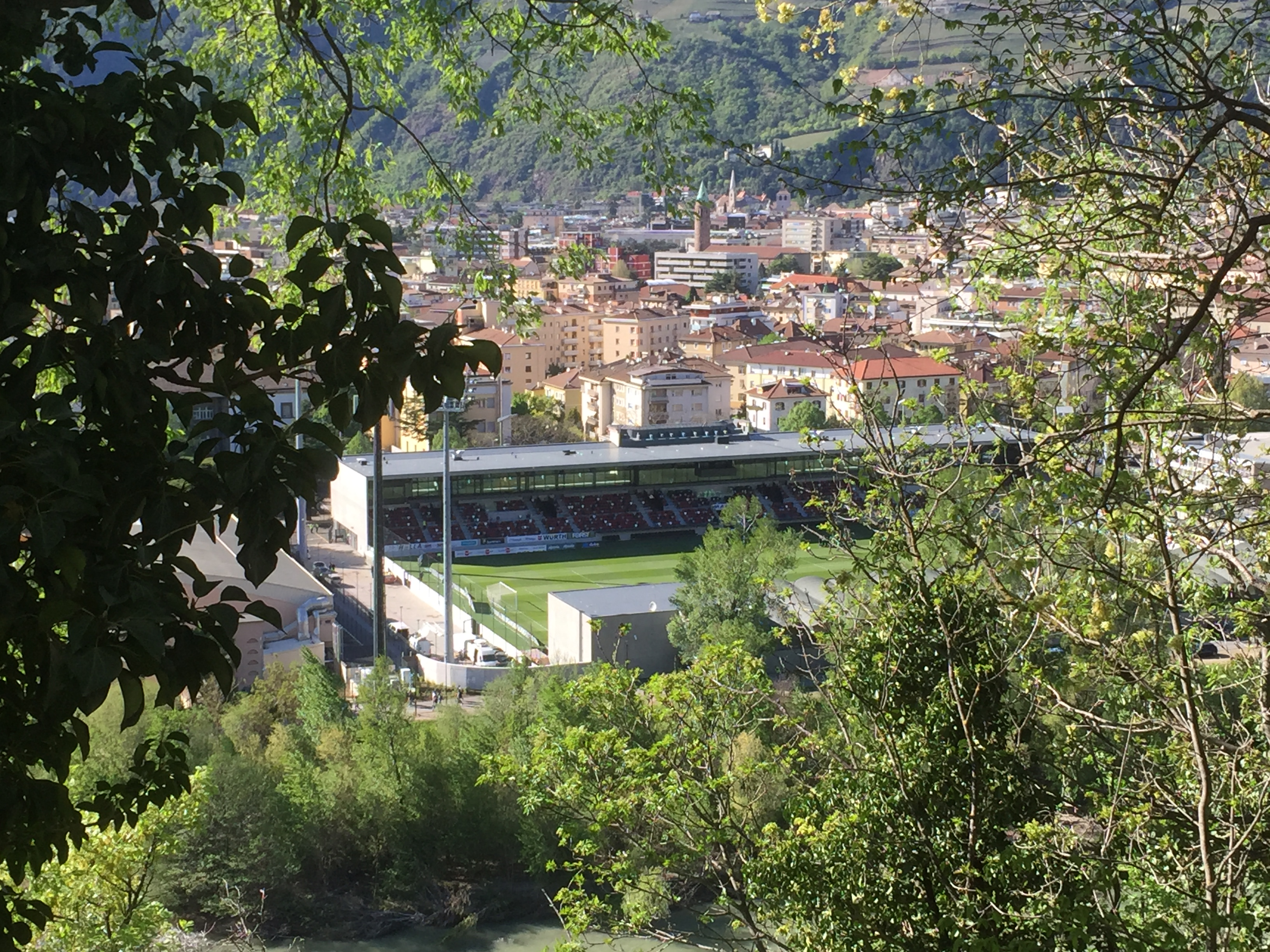
Vista sullo stadio dalla passeggiata del Virgolo dopo la ristrutturazione (2022)
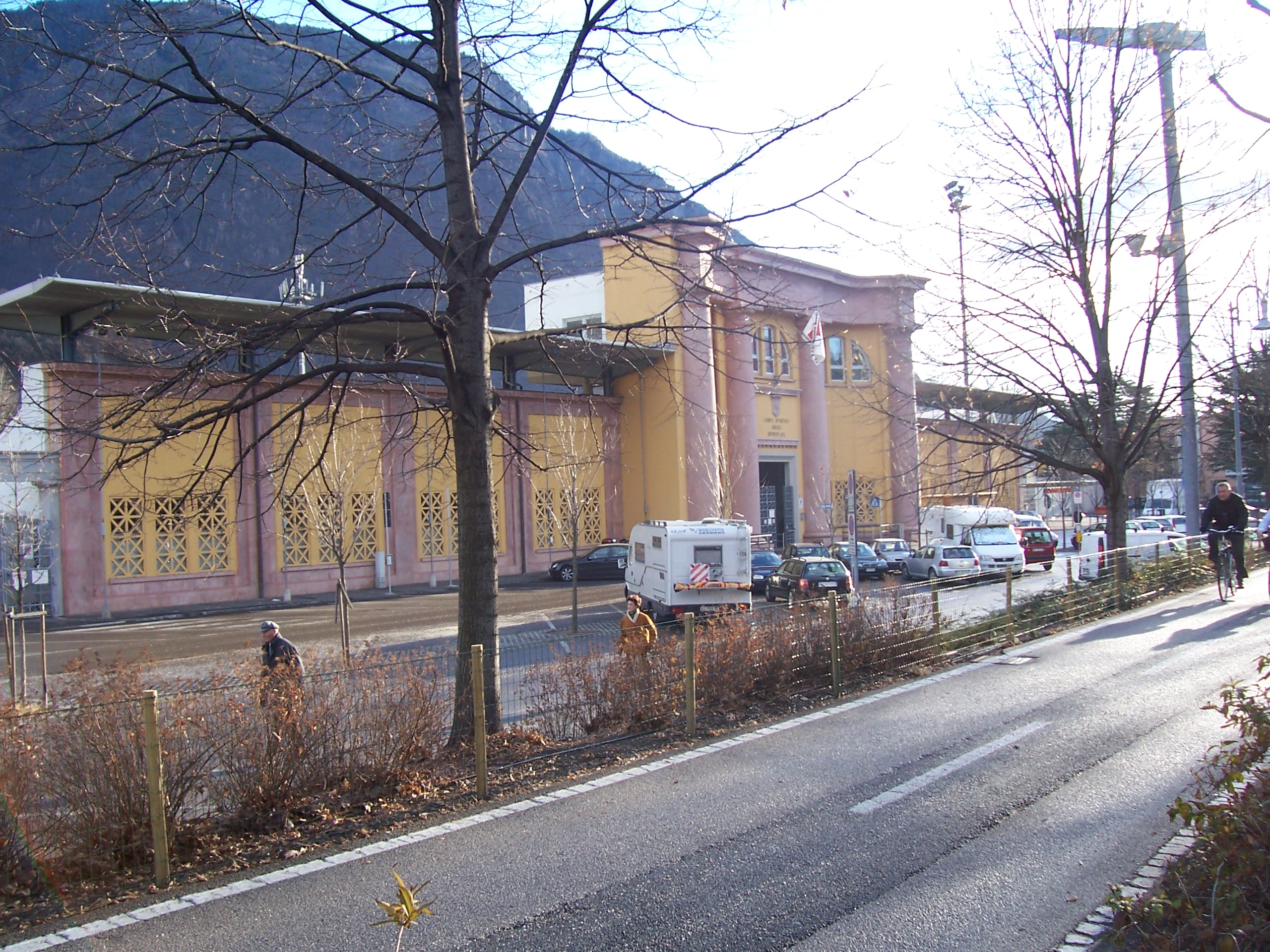
Vista posteriore della tribuna "Zanvettor" nel 2007, prima della ristrutturazione: la facciata originaria.
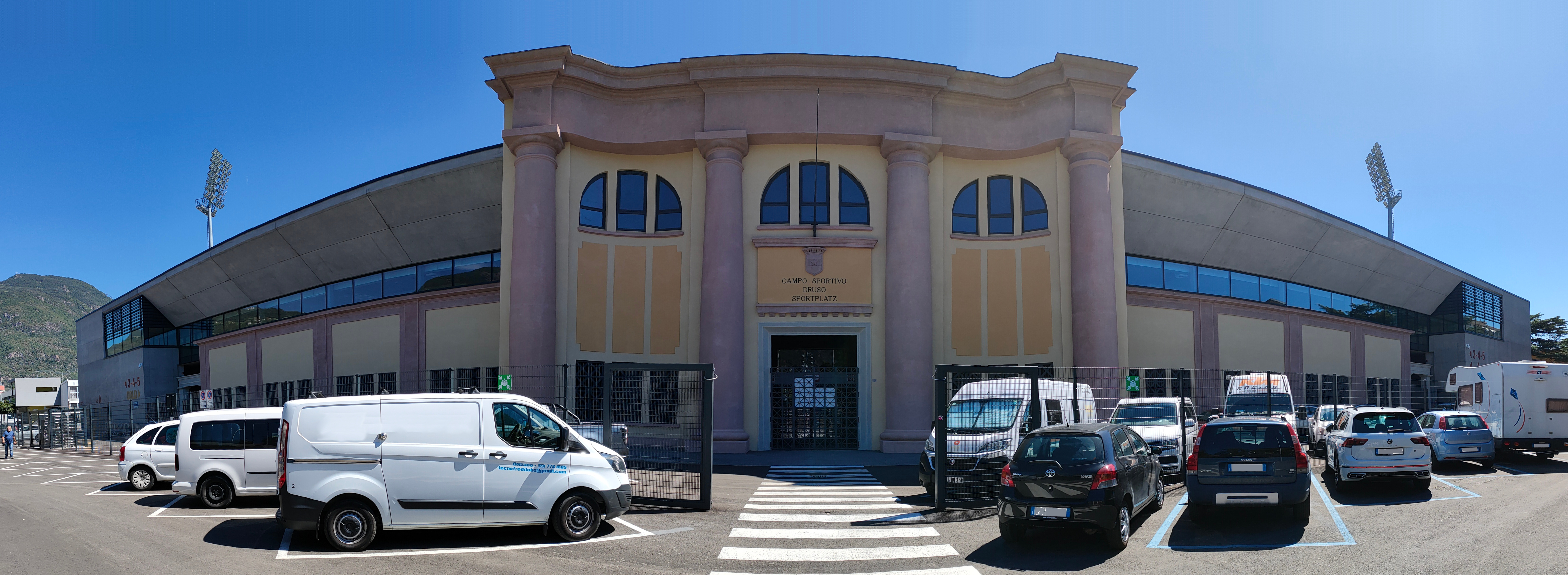
Vista grandangolare esterna della tribuna "Zanvettor" nel 2022: la vecchia facciata è stata integrata nelle nuove strutture.
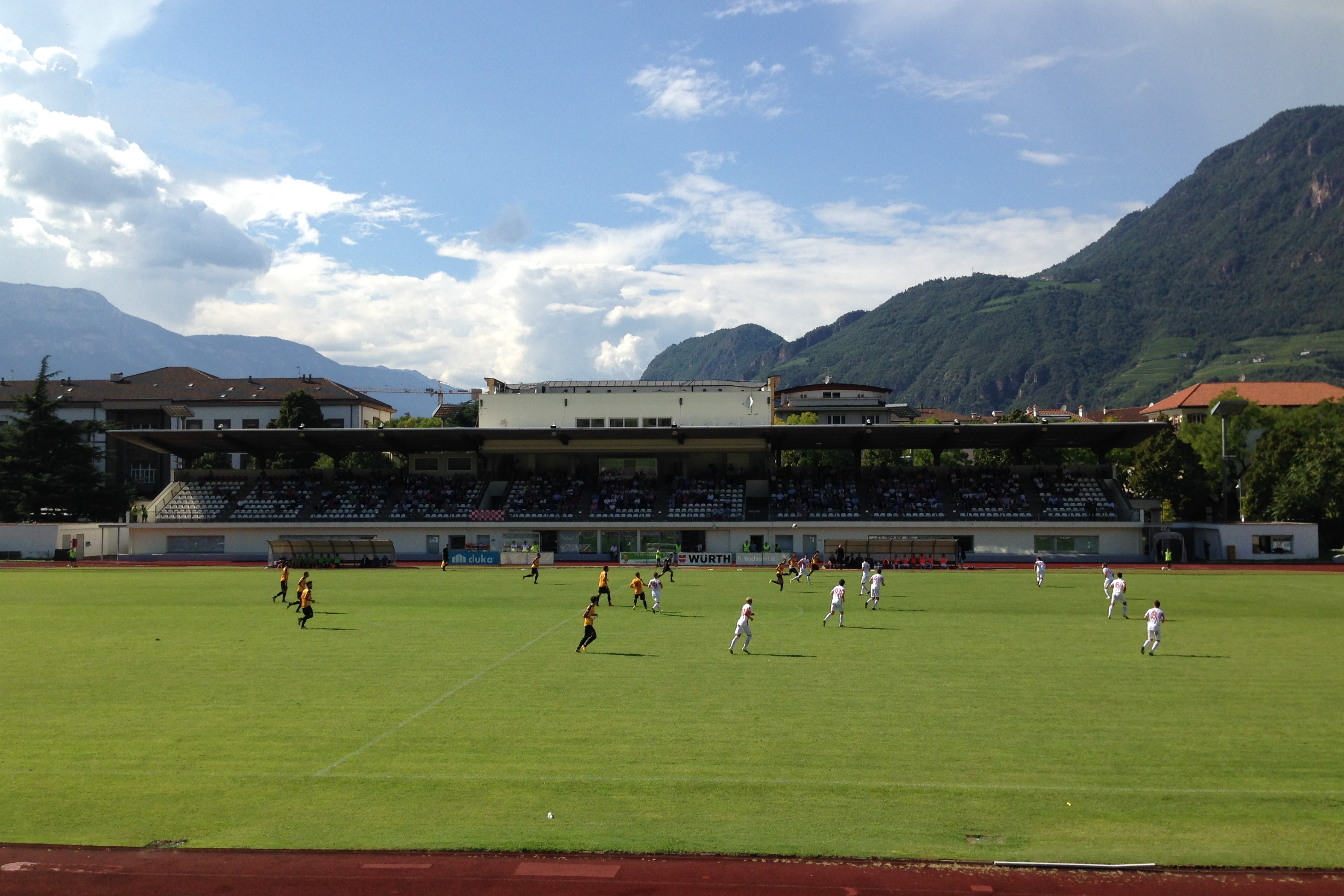
Vista interna sulla tribuna "Zanvettor" nel 2014, modificata dai lavori degli anni 1990.
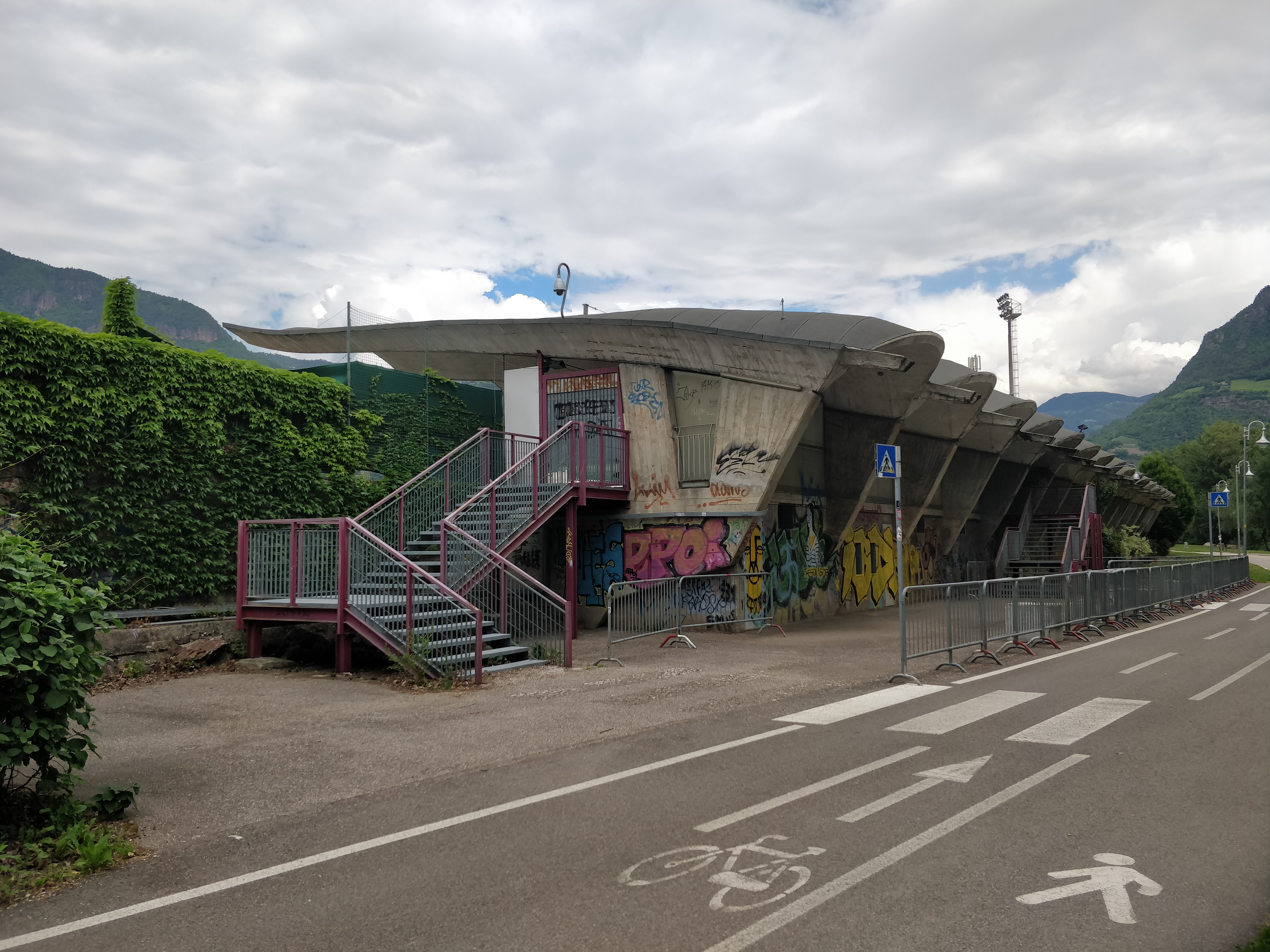
Vista retro-laterale della tribuna "Canazza" nel 2018, prima della ristrutturazione.

## Attività extracalcistiche

### Ciclismo
In tre occasioni la pista d'atletica dello stadio Druso ha accolto un arrivo di tappa del Giro d'Italia: il 2 giugno 1949 vi terminò l'11ª tappa della XXXII edizione, il 29 maggio 1952 vi si concluse analoga frazione della XXXV edizione e il 31 maggio 1953 fu la volta della 19ª tappa della XXXVI edizione; in tutti i casi vinse Fausto Coppi.

### Atletica leggera
Per oltre 80 anni lo stadio Druso è stato dotato di pista di atletica leggera, pertanto ha ospitato regolarmente competizioni e allenamenti di questo sport.

### Football americano
Tra i principali eventi extracalcistici si annoverano alcune partite di football americano.
| Bolzano 4 luglio 1992 XII Superbowl italiano | Pharaones Milano | 35 – 25 (7-7 7-6 14-12 7-0) | Lions Bergamo | Stadio Druso (3500 spett.) |

| Bolzano 4-5 giugno 1994 VI Silverbowl | New Giants Bolzano | 26 – 20 (d.t.s.) | Marlins Rimini | Stadio Druso |

### Concerti
Lo stadio ha ospitato vari eventi extrasportivi (segnatamente concerti) dal 1950 al 1987, accogliendo le esibizioni di artisti quali Edoardo Bennato, Pino Daniele, Vasco Rossi, Laura Pausini e Tina Turner. Dalla fine del XX secolo si preferì sfruttare allo scopo la Sparkasse Arena (già Palaonda/Eiswelle), che al tempo offriva maggiore capienza.